# Regiões Autônomas Sérvias
De agosto de 1990 a novembro de 1991, durante a dissolução da Iugoslávia, foram proclamadas várias Regiões Autônomas Sérvias  ou Distritos  (sing. em sérvio:  Српска аутономна област (САО) / Srpska autonomna oblast (SAO)) nas repúblicas iugoslavas da República Socialista da Croácia e da República Socialista da Bósnia e Herzegovina em virtude da possível secessão das repúblicas da República Socialista Federativa da Iugoslávia. Estas eram entidades autônomas habitadas pelos sérvios que posteriormente se uniram em sua respectiva república para formar a República Sérvia de Krajina na Croácia e a Republika Srpska na Bósnia e Herzegovina.

## Oblasts Autônomos Sérvios naCroácia

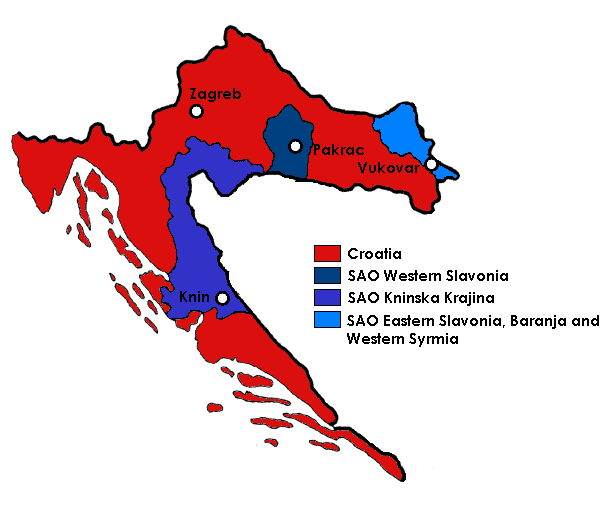
Oblasts Autônomos Sérvios na Croácia (1990)

- Oblast Autônomo Sérvio de Kninska Krajina (mais tarde Oblast Autônomo Sérvio de Krajina)
- Oblast Autônomo Sérvio de Eslavônia Oriental, Baranja e Sírmia Ocidental (mais tarde Eslavônia Oriental, Baranja e Sírmia Ocidental)
- Oblast Autônomo Sérvio de Eslavônia Ocidental

## Oblasts Autônomos Sérvios naBósnia e Herzegovina
O Partido Democrata Sérvio estabeleceu Oblasts Autônomos Sérvios em territórios habitados pelos sérvios. Entre setembro e novembro de 1991, seis entidades foram proclamadas.  Os sérvios estabeleceram seu próprio parlamento, depois de deixar o parlamento bósnio em outubro de 1991. O parlamento sérvio proclamou a "República Sérvia" (Republika Srpska) em 27 de março de 1992.
- Oblast Autônomo Sérvio de Krajina Bósnia, formado pela primeira vez como Região Autônoma de Krajina) em abril de 1991. Era a maior região, mas após falha na fusão com o Oblast Autônomo Sérvio de Krajina na Croácia, foi renomeado para Oblast Autônomo Sérvio de Bosanska Krajina em setembro de 1991.
- Oblast Autônomo Sérvio do Nordeste da Bósnia foi formado em setembro de 1991; renomeado para Oblast Autônomo Sérvio de Semberija em novembro de 1991 e Oblast Autônomo Sérvio de Semberija i Majevica em dezembro de 1991.
- Oblast Autônomo Sérvio do Norte Bósnia, formado em novembro de 1991, nunca controlou totalmente seu território proclamado.
- Oblast Autônomo Sérvio de Ozren-Posavina, planejado a partir de municípios predominantemente bósnios e croatas no norte da Bósnia, mas não totalmente estabelecido.
- Oblast Autônomo Sérvio de Romanija, formado em setembro de 1991, e o Oblast Autônomo Sérvio de Birač, formado em novembro de 1991; combinados em novembro de 1991 como Oblast Autônomo Sérvio de Romanija-Birač.
- Oblast Autônomo Sérvio de Herzegovina (também conhecido como Oblast Autônomo Sérvio de Herzegovina Oriental), formado em setembro de 1991.

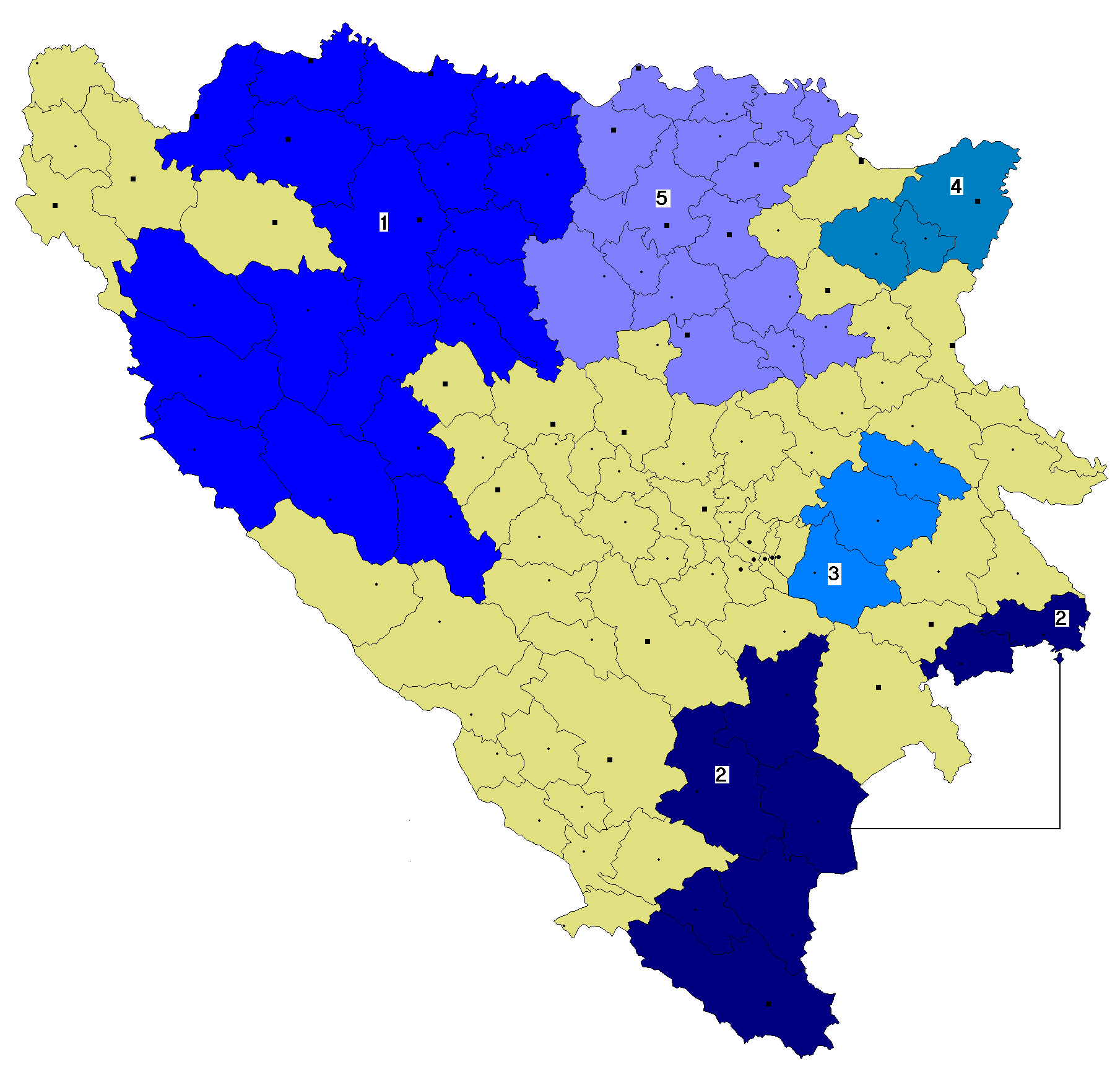
Oblasts Autônomos Sérvios na Bósnia e Herzegovina (Outono de 1991)
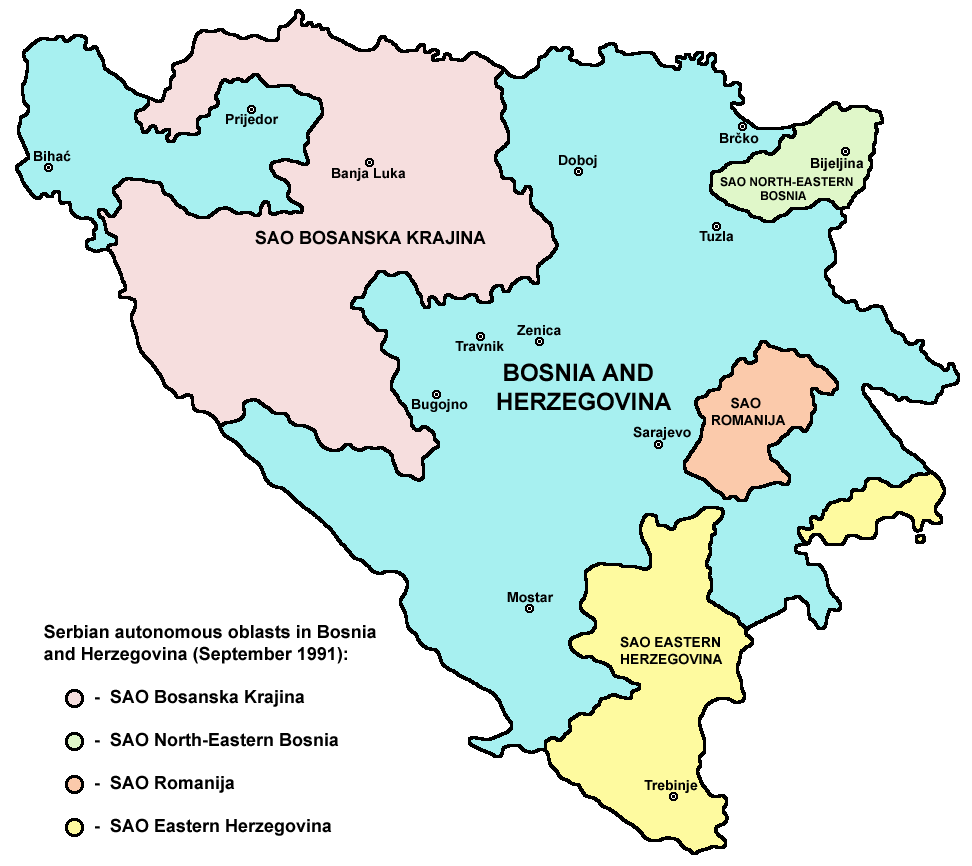
Oblasts Autônomos Sérvios na Bósnia e Herzegovina (Setembro de 1991)
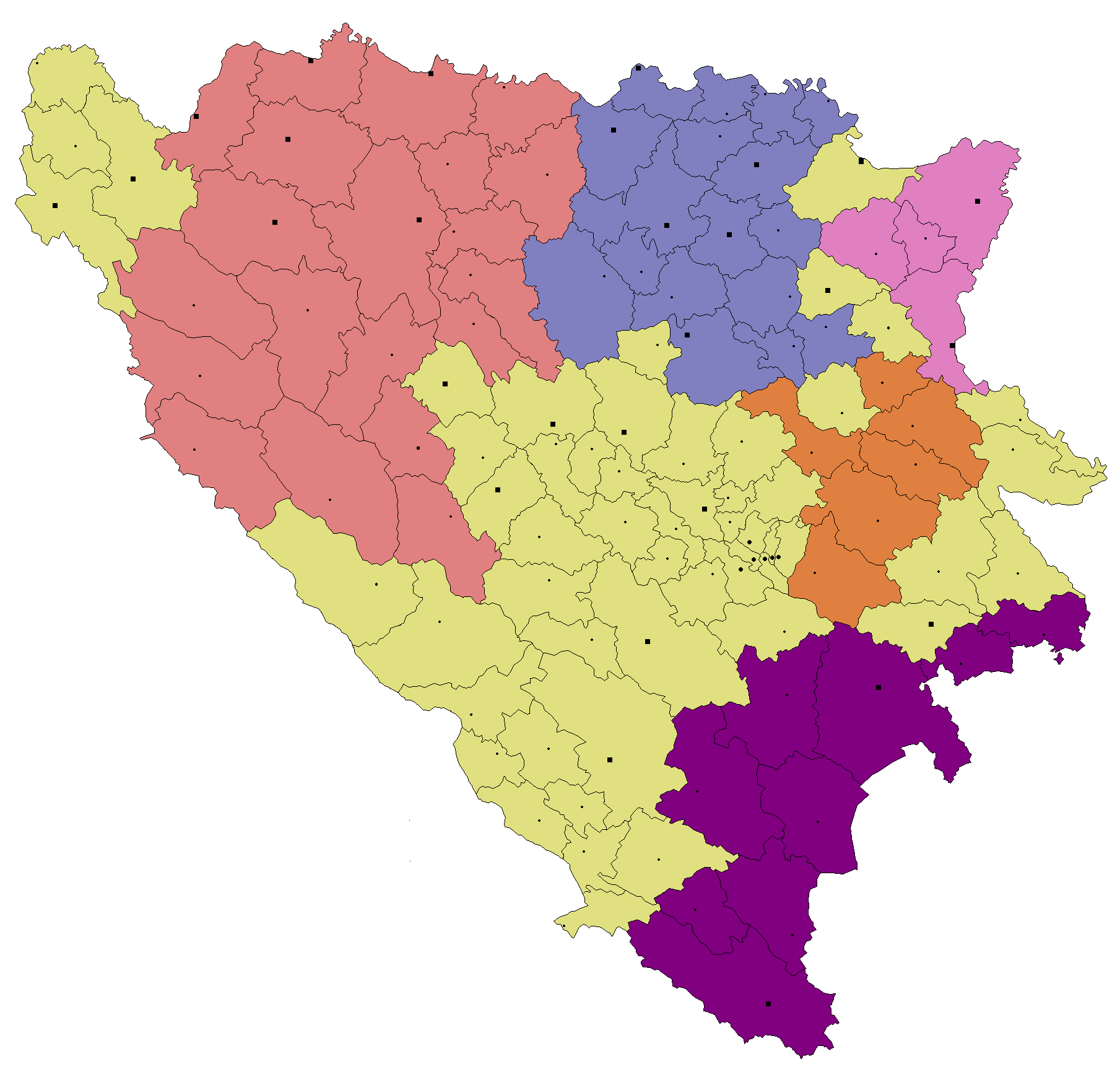
Oblasts Autônomos Sérvios na Bósnia e Herzegovina (Novembro de 1991)